# 2009年ヨーロッパグランプリ
2009年ヨーロッパグランプリは2009年F1世界選手権第11戦として、2009年8月23日にバレンシア市街地コースで開催された。正式名称は2009 FORMULA1 Telefónica Grand Prix of Europe 。

## 開催前
フェラーリは前戦のハンガリーグランプリで負傷したフェリペ・マッサに変わりテストドライバーのルカ・バドエルがおよそ10年ぶりにグランプリ参戦となった。
ルノーはハンガリーグランプリ終了後、ネルソン・ピケからロマン・グロージャンにドライバーを交代することを発表。

## 予選

### 展開
気温30℃、路面温度44℃の条件下で予選がスタート

#### Q1
今回およそ10年ぶりにステアリングを握るフェラーリのルカ・バドエルを先頭に各車がアタックに入る。トロ・ロッソのセバスチャン・ブエミがトップタイムをマークするが、その後、マクラーレンのヘイッキ・コバライネン、ウィリアムズのニコ・ロズベルグ、マクラーレンのルイス・ハミルトン、ブラウンGPのルーベンス・バリチェロ、ハミルトンの順にトップタイムを更新していく。
残り3分でウィリアムズの中嶋一貴が14コーナーのエスケープゾーンでマシントラブルによりマシンを止めてしまう。残り1分でノックアウトゾーンにいたレッドブルのマーク・ウェバーが5番手タイムを出し、かわりにブラウンGPのジェンソン・バトンがノックアウトゾーンに落ちる。しかし直後にそのバトンが4番手タイムを出し、今度は中嶋が16番手に下がり、Q1敗退が決定。
その他、フォース・インディアのジャンカルロ・フィジケラ、トヨタのヤルノ・トゥルーリ、トロ・ロッソのハイメ・アルグエルスアリ更にバドエルが19番手から1.5秒離され最下位でQ1敗退となった。

#### Q2
気温30℃、路面温度47℃、湿度64％
まず、フェラーリのキミ・ライコネンが1'38.823ターゲットタイムをーマークする。その後バリチェロ、バトン、コバライネン、ロズベルク、バリチェロ、ハミルトンとトップタイムをどんどんと更新していく。残り5分を切り、トップのハミルトン以外の14台がアタックに出る。
ルノーは2台ともノックアウトゾーンにいたが、残り3分を切ったところで2台ともピットに戻り、もう一度コースに出る。
残り時間がなくなり、アロンソは最終アタック第2セクターまでタイムが伸びないが、第3セクターで挽回し、なんとか8番手に滑り込む。この結果、BMWザウバーのニック・ハイドフェルド、フォース・インディアのエイドリアン・スーティル、トヨタのティモ・グロック、ルノーのロマン・グロージャン、トロ・ロッソのブエミがQ2敗退となった。

#### Q3
気温30℃、路面温度46℃、湿度65％
BMWのロバート・クビサがターゲットタイムを出し、ハミルトンが1'39.498とトップタイムを更新する。他のチームはKERSを搭載しているマクラーレンを牽制する展開となり、結局このままハミルトンがポール・ポジションを獲得。2位にコバライネンが入り、マクラーレンがフロントローを独占した。ハミルトンは去年の中国グランプリ以来のポール・ポジションとなった。

### 結果
| 順位 | No | ドライバー               | チーム                           | Q1       | Q2       | Q3       | グリッド |
| ---- | -- | ------------------------ | -------------------------------- | -------- | -------- | -------- | -------- |
| 1    | 1  | ルイス・ハミルトン       | マクラーレン・メルセデス         | 1'38.649 | 1'38.182 | 1'39.489 | 1        |
| 2    | 2  | ヘイキ・コバライネン     | マクラーレン・メルセデス         | 1'38.816 | 1'38.230 | 1'39.532 | 2        |
| 3    | 23 | ルーベンス・バリチェロ   | ブラウン・メルセデス             | 1'39.019 | 1'38.076 | 1'39.563 | 3        |
| 4    | 15 | セバスチャン・ベッテル   | レッドブル・ルノー               | 1'39.295 | 1'38.273 | 1'39.789 | 4        |
| 5    | 22 | ジェンソン・バトン       | ブラウン・メルセデス             | 1'38.531 | 1'38.601 | 1'39.821 | 5        |
| 6    | 4  | キミ・ライコネン         | フェラーリ                       | 1'38.843 | 1'38.782 | 1'40.144 | 6        |
| 7    | 16 | ニコ・ロズベルグ         | ウィリアムズ・トヨタ             | 1'39.039 | 1'38.346 | 1'40.185 | 7        |
| 8    | 7  | フェルナンド・アロンソ   | ルノー                           | 1'39.155 | 1'38.717 | 1'40.236 | 8        |
| 9    | 14 | マーク・ウェバー         | レッドブル・ルノー               | 1'38.983 | 1'38.625 | 1'40.239 | 9        |
| 10   | 5  | ロバート・クビサ         | BMWザウバー                      | 1'38.806 | 1'38.747 | 1'40.512 | 10       |
| 11   | 6  | ニック・ハイドフェルド   | BMWザウバー                      | 1'39.032 | 1'38.826 |          | 11       |
| 12   | 20 | エイドリアン・スーティル | フォース・インディア・メルセデス | 1'39.145 | 1'38.846 |          | 12       |
| 13   | 10 | ティモ・グロック         | トヨタ                           | 1'39.459 | 1'38.991 |          | 13       |
| 14   | 8  | ロマン・グロージャン     | ルノー                           | 1'39.322 | 1'39.040 |          | 14       |
| 15   | 12 | セバスチャン・ブエミ     | トロ・ロッソ・フェラーリ         | 1'38.912 | 1'39.514 |          | 15       |
| 16   | 21 | ジャンカルロ・フィジケラ | フォース・インディア・メルセデス | 1'39.531 |          |          | 16       |
| 17   | 17 | 中嶋一貴                 | ウィリアムズ・トヨタ             | 1'39.795 |          |          | 17       |
| 18   | 9  | ヤルノ・トゥルーリ       | トヨタ                           | 1'39.807 |          |          | 18       |
| 19   | 11 | ハイメ・アルグエルスアリ | トロ・ロッソ・フェラーリ         | 1'39.925 |          |          | 19       |
| 20   | 3  | ルカ・バドエル           | フェラーリ                       | 1'41.413 |          |          | 20       |

## 決勝

### 展開
気温31℃、路面温度47℃、湿度56％
タイヤはマクラーレン、フェラーリ、BMWがソフト、ブラウンGP、レッドブル、ウィリアムズ、ルノーがハードを選択。
スタート後、上位3台は順位が変わらないが、ライコネンがKERSを利用し6番手から4番手まで順位を上げる。5番手スタートのバトンは8番手まで順位を下げた。後方ではブエミとグロックが接触。コーナーでは更にトゥルーリとグロージャンが接触。この影響でグロージャン、トゥルーリ、ブエミがピットイン。1周目の　コーナーでバトンがショートカットしたことから5周目にバトンがウェバーに順位を譲る。トップのハミルトンは軽い燃料のためにファステストラップで2位以下との差を広げていく。
上位陣の先頭を切ってハミルトンが16周目にピットイン。ソフトタイヤのままコースに復帰し、6番手でコースに戻る。同じ周回でベッテル、クビサもピットイン、ベッテルはハードタイヤのままコースに戻る。次の周回でコバライネン、アロンソ、そしてベッテルが再びピットイン、ベッテルは大きく順位を下げる。前が空いたバリチェロ、その後ろライコネンが自己ベストのペースで周回を重ねていく。19周目にライコネン、バトンがピットイン、次の周回でバリチェロ、ロズベルク、ウェバーがピットイン。バリチェロはコバライネンをかわしてコースに戻る。22周目にスーティル、ハイドフェルドがピットイン。24周目に入りベッテルがエンジントラブルによりリタイヤ。
28周目にグロージャンとバドエルが同時にピットイン、しかしピットロードを走行中にバドエルがグロージャンに前を譲ってしまう。更にピットアウトの際に白線をカットし、後にドライブスルーペナルティを科せられてしまう。
37周目、ハミルトンがピットインするが、ミスコミュニケーションによりタイヤが準備できていなかったために、ピットストップに13.4秒かかってしまう。ここからバリチェロがファステストラップで追い上げる。38周目にコバライネンがピットイン。39周目中嶋の左リアタイヤがバーストするが何とかピットまで戻る。このアクシデントでのセーフティーカー導入を見越し予定より早目の40周目にバリチェロがピットイン、ハミルトンを逆転してコースに戻る。同じ周回でライコネンもピットイン、コバライネンを逆転してコースに復帰する。6番手のコバライネンが燃料を積んでいるためにウェバーとバトンのペースが上がらない。42周目にアロンソとバトンがピットイン。次の周回でロズベルクとウェバーがピットストップを行うが、ウェバーはここでバトンにかわされてしまう。第3スティントではハミルトンがバリチェロとの差を縮めるが追いつくまでには至らずそのままチェッカーを受ける。
バリチェロはフェラーリ時代の2004年中国グランプリ以来5年振りの通算10勝目、フェラーリ以外のチームで初めての優勝となった。2位、3位にはハミルトンとライコネンがハンガリーGPに続き連続表彰台となった。以下、4位コバライネン、5位ロズベルク、6位に母国グランプリとなったアロンソ、7位にポイントリーダーのバトン、8位にクビサが入り、ここまでがポイント獲得。コンストラクターズ2位のレッドブルはベッテルがリタイヤ、ウェバーがピットストップのタイミングで逆転されノーポイントとなった。

### 結果
| 順位 | No | ドライバー               | チーム                           | 周回数 | タイム/リタイア | グリッド | ポイント |
| ---- | -- | ------------------------ | -------------------------------- | ------ | --------------- | -------- | -------- |
| 1    | 23 | ルーベンス・バリチェロ   | ブラウン・メルセデス             | 57     | 1:35'51.289     | 3        | 10       |
| 2    | 1  | ルイス・ハミルトン       | マクラーレン・メルセデス         | 57     | +2.358          | 1        | 8        |
| 3    | 4  | キミ・ライコネン         | フェラーリ                       | 57     | +15.994         | 6        | 6        |
| 4    | 2  | ヘイッキ・コバライネン   | マクラーレン・メルセデス         | 57     | +20.032         | 2        | 5        |
| 5    | 16 | ニコ・ロズベルグ         | ウィリアムズ・トヨタ             | 57     | +20.870         | 7        | 4        |
| 6    | 7  | フェルナンド・アロンソ   | ルノー                           | 57     | +27.744         | 8        | 3        |
| 7    | 22 | ジェンソン・バトン       | ブラウン・メルセデス             | 57     | +34.913         | 5        | 2        |
| 8    | 5  | ロバート・クビサ         | BMWザウバー                      | 57     | +36.667         | 10       | 1        |
| 9    | 14 | マーク・ウェバー         | レッドブル・ルノー               | 57     | +44.910         | 9        |          |
| 10   | 20 | エイドリアン・スーティル | フォース・インディア・メルセデス | 57     | +47.955         | 12       |          |
| 11   | 6  | ニック・ハイドフェルド   | BMWザウバー                      | 57     | +48.822         | 11       |          |
| 12   | 21 | ジャンカルロ・フィジケラ | フォース・インディア・メルセデス | 57     | +1'06.614       | 16       |          |
| 13   | 9  | ヤルノ・トゥルーリ       | トヨタ                           | 57     | +1'04.527       | 18       |          |
| 14   | 10 | ティモ・グロック         | トヨタ                           | 57     | +1'26.519       | 13       |          |
| 15   | 8  | ロマン・グロージャン     | ルノー                           | 57     | +1'31.774       | 14       |          |
| 16   | 11 | ハイメ・アルグエルスアリ | トロ・ロッソ・フェラーリ         | 56     | +1 Lap          | 19       |          |
| 17   | 3  | ルカ・バドエル           | フェラーリ                       | 56     | +1 Lap          | 20       |          |
| 18   | 17 | 中嶋一貴                 | ウィリアムズ・トヨタ             | 54     | +3 Laps         | 17       |          |
| Ret  | 12 | セバスチャン・ブエミ     | トロ・ロッソ・フェラーリ         | 41     | ブレーキ        | 15       |          |
| Ret  | 15 | セバスチャン・ベッテル   | レッドブル・ルノー               | 23     | エンジン        | 4        |          |